# Lijst van spelers van Manta Fútbol Club
Deze lijst omvat voetballers die bij de Ecuadoraanse voetbalclub Manta Fútbol Club spelen of gespeeld hebben. De namen zijn alfabetisch gerangschikt.

## A
- Diego Alarcón
- Paul Alarcón
- Carlos Alava
- Carlos Andrés Alava
- Jesús Alcivar
- Danny Álvarez
- Miguel Álvarez
- Kléver Andrade
- John Angulo
- Diego Arango
- Alberto Arboleda
- Leyton Arroyo
- Pedro Ascoy
- Adrián Ávalos
- Arlin Ayoví
- Jaime Ayoví
- Julio Ayoví

## B
- Darwin Bailón
- Cesar Barre
- Augusto Batioja
- Julio Bevacqua
- Dario Bone
- Emiliano Bonfigli
- Jimmy Bran
- Tito Bravo
- Yennery Bravo
- Julio Briones
- Janny Bueno
- José Bueno
- Fabián Bustos

## C
- Darwin Caicedo
- Flavio Caicedo
- Francisco Caicedo
- Mirlon Caicedo
- Santos Caicedo
- Santiago Calle
- Andrés Canga
- Rafael Capurro
- Héctor Carabalí
- Jhon Carabali
- Cristian Carnero
- Carlos Castilla
- Dilber Castillo
- Kelvin Castro
- Edwin Chalar
- Harry Chérrez
- Víctor Chinga
- Carlos Ciavarelli
- Cristhian Cobeña
- Dennis Corozo
- Pedro Corozo
- Jéfferson Cuellar
- Román Cuello
- Moisés Cuero

## D
- Marlon Díaz

## E
- Eduardo Echeverría
- Luis Escalada
- Mathías Espíndola
- Jacinto Espinoza
- Silvano Estacio
- Jaime Estrada

## F
- Roberto Iván Fergonzi
- Auro Fernández
- Jesús di Filippe
- Fulton Francis
- Elvio Fredrich

## G
- José Galván
- Germán Gamarra
- Pedro Gámez
- Carlos Garcés
- Nicolás Gianni
- Deny Giler
- Bolivar Gómez
- Cristian Gómez
- Francisco Gómez
- Agustín Goñi
- Luis González
- Roy González
- José Granda
- Enzo Gutiérrez

## H
- Carlos Hidalgo
- Diego Holguin
- Patricio Hurtado

## I
- Miller Intriago

## J
- Andrés Justicia

## K
- Horlen Klinger

## L
- Damián Lanza
- Cristian Lara
- Diego Lara
- Elio Lastra
- Diego Ledesma
- Leandro Lemos
- Jhoan Loor
- Luis Loor
- Nicolas López
- Ricardo López
- Mario Lozano
- Gonzalo Ludueña

## M
- Diego Macías
- Víctor Macías
- Jorge Majao
- Martin Mandra
- Christian Márquez
- Ricardo Márquez
- Pablo Melo
- Gabriel Méndez
- Alexander Mendoza
- Efrén Mera
- José Mera
- Richard Mercado
- Segundo Mercado
- Ricardo Mesías
- Guilis Mina
- Humberto Mina
- Leorvelis Mina
- Narciso Mina
- Roberto Mina
- Jairo Montaño
- Johao Montaño
- John Jairo Montaño
- Rubén Montaño
- Víctor Montoya
- Cesar Moreira
- Marlon Moreno
- Jackson Mosquera

## N
- Jefferson Nájera
- Freddy Nazareno

## O
- Alexis Olivera

## P
- Eder Palacios
- Jorge Palacios
- Cesár Paredes
- Miguel Parrales
- Juan Péndola
- Juan Pensa

## Q
- Christian Quiñónez
- Gilbert Quiñónez
- Lupo Quiñónez
- Patricio Quiñónez
- Mario Quintana

## R
- Alexis Raigosa
- Nicolás Ramírez
- Rolando Ramírez
- Giancarlos Ramos
- Richar Reasco
- Marcelo Refresquini
- Raúl Rivas
- Francisco Rojas
- Enrique Romaña
- Luis Romero

## S
- Carlos Saltos
- Jonathan Saltos
- Alan Sánchez
- Hugo Santacruz
- Ronny Santos
- Pablo Saucedo
- Jefferson Sierra
- André Skiadas
- Iván Suárez

## T
- José Tenorio
- Máximo Tenorio
- Aldry Torres
- Lizandro Torres

## V
- Eder Valencia
- Modesto Valencia
- Carlos Vasquez
- Jesús Vélez
- Danny Vera
- Jefferson Villacis
- Wilfrido Vinces
- José Vizcaíno

## Z
- Jasson Zambrano
- Jhon Zambrano
- Jonathan Zambrano
- José Zambrano
- Luis Zambrano
- Jean Carlos Zamora